# Sofiane (lied)
Sofiane is een lied van de Algerijns-Franse rapper Boef. Het werd in 2018 als single uitgebracht en stond in 2019 als elfde track op het album 93.

## Achtergrond
Sofiane is geschreven door Sofiane Boussaadia en geproduceerd door MB. Het is een lied uit het genre nederhop. In het lied rapt de artiest over zijn onstuimige jeugd en zijn pad naar succes. De single heeft in Nederland de platina status.
In de bijbehorende videoclip, geregisseerd door Teemong, worden de handelingen die door de rapper worden bezongen in het lied uitgebeeld. Verschillende acteurs spelen de rapper op verschillende leeftijden.

## Hitnoteringen
De rapper had succes met het lied in de hitlijsten van het Nederlands taalgebied. Het piekte op de eerste plaats van de Single Top 100 en stond twee weken op deze positie. In totaal stond het twaalf weken in deze lijst. In de Vlaamse Ultratop 50 stond het drie weken genoteerd, waarin het kwam tot de 23e plaats. De Nederlandse Top 40 werd niet bereikt; hier kwam het tot de derde plaats van de Tipparade.